# Тригер, Сергей Александрович
Сергей Александрович Тригер (англ. Trigger, Sergey Alexandrovich, род. 12 июня 1941 года) — физик-теоретик, специалист в области статистической физики и физики плазмы. Доктор физико-математических наук, профессор. Академик Российской академии естественных наук, академик Лейбниц академии (ФРГ).

## Биография
Родился 12 июня 1941 г. в Одессе. Мать — Тригер (урожденная Меерсон) Евгения Дарьевна (1904 −1991), юрист, к.ю.н. в области теории права, отец — Тригер Александр Адольфович (1903 −1987), юрист в области строительного права. Дед по линии матери Меерсон Дарий Львович — известный в Одессе фтизиатр, создатель Института туберкулеза в послереволюционной Одессе, зав. кафедрой туберкулеза Одесского медицинского института, профессор, Заслуженный профессор. Дед по линии отца Тригер Адольф Яковлевич, врач — гинеколог, один из создателей и владельцев гинекологической клиники в дореволюционной Одессе, после революции 1917 года главный врач этой клиники.
После Великой Отечественной войны жил с родителями в Москве. В 1958 году окончил московскую среднюю школу № 661.

### Образование
- 1964 год — окончил физический факультет МГУ, кафедра квантовой электродинамики;
- 1969 год — окончил заочную аспирантуру Физического Института им. П. Н. Лебедева Академии Наук (ФИАН).

### Научная степень
- 1969 год — защитил кандидатскую диссертацию в ФИАН (руководитель А. А. Рухадзе);
- 1988 год — защитил докторскую диссертацию в ОИВТРАН.

### Научное звание
- Диплом старшего научного сотрудника Академии Наук 1980 г.;
- Диплом профессора от Академии Наук 2010 г.;
- Академик РАЕН с 2010 года;
- Академик Лейбниц академии (Берлин, ФРГ) с 2011 г.

## Научная деятельность
- С 1964 г. сотрудник Лаборатории высоких температур при МЭИ (с 1965 г. Институт высоких температур АН СССР);
- В 1975 г. зав. сектором в НПО Энергия;
- С 1975 г. зав. сектором, старший научный сотрудник, с 1998 г. — главный научный сотрудник Института высоких температур Российской Академии Наук.
- Приглашенный профессор в Университете Гумбольдтов (Берлин, Германия). С 2003 по настоящее время статус профессора-гостя Университета им. Гумбольдтов. Приглашенный профессор Эйндховенского Технического Университета (1988—2005 г.г., Эйндховен, Нидерланды);
- Участвовал в 10 Международных проектах (ИНТАС, Российско-Нидерландские, Российско-Немецкие и Российско-Украинские проекты) в качестве координатора, руководителя группы и руководителя проектов (1992—2014). Руководил РНФ и РФФИ — КИАС проектами.

## Научные интересы
- Статистическая физика, физика металлов (жидкие металлы), физика плазмы (неидеальная и пылевая плазма), физика простых жидкостей, гранулированные системы (движение песков, статическое равновесие сыпучих материалов), сверхтекучий гелий;
- Движение биологических объектов, процессы деления клеток и проблема конечного числа делений;
- Космология, антиматерия и реликтовое излучение;
- Аномальная диффузия;
- Теория эпидемий;

По каждому из указанных направлений имеются публикации в рецензируемых Российских и Международных научных журналах.

## Основные научные результаты
1. Теория равновесия и устойчивости сильноточных излучающих разрядов;
2. Корреляционные эффекты в термодинамике и кинетике жидких металлов;
3. Аномальная диффузия без аппарата дробных производных;
4. Описание свойств веществ на основе кулоновской модели, не содержащей подгоночных параметров;
5. Бозе — эйнштейновская конденсация (БЭК) без аномальных средних. Исследование кулоновской модели с БЭК ядер. Несовпадение одночастичных и коллективных спектров элементарных возбуждений в БЭК и щель в спектре одночастичных возбуждений;
6. Теория клеточного деления в двухвременной модели с конечным пределом делений Хайфлика — Пышнова;
7. Ограниченность теоремы о функционале плотности;
8. Физика равновесного излучения в плазме и модификация закона Планка в плазменной среде;
9. Развитие космологии на основе гипотезы L. Shiff[3] о гравитационном отталкивании античастиц;
10. Уравнение динамики эпидемий с учётом влияния карантинных мер.

## Литературно-публицистическая деятельность
- Состоит в Российском Союзе Писателей (РСП). Публикует стихи на сайте Стихи. ру («Stichi.ru») и в альманахах РСП.
- Финалист поэтических конкурсов «Золотой микрофон» 2017 и «Наследие» 2018 и 2023 (Звезды «Наследие» III и II  степени). Пушкинская медаль РСП (2019), Есенинская медаль РСП (2020).
- Автор повести «Полеты с Любиком в сезон листопада» (Москва, изд-во Художественная литература, 2013, под псевдонимом).
- Автор книг стихов «Признание» (Москва, изд-во Художественная литература, 2014, 2015), «Осеннего ветра порывы» (Москва, изд-во Водолей, 2017), «Стремись, надейся, жди» (Москва, Издательский салон «Шанс», 2018), «Бегущие по воде» (Москва, Издательский салон «Шанс», 2019), «Граница Рая» (Москва, Издательский салон «Шанс», 2021), «COVID-19. Строки из карантина» (Москва, Издательский салон «Шанс», 2024), а также ряда публицистических статей в еженедельнике «Мир Новостей», журнале «Энергия: экономика, техника, экология» и других изданиях.

## Избранные публикации
Автор более 250 научных статей в реферируемых журналах и нескольких книг и монографий, в том числе:
- Коваленко Н. П., Красный Ю. П., Тригер С. А., Статистическая теория жидких металлов, М: Наука, 1990
- Тригер С. А., Избранные статьи и памятные встречи, М: Физматкнига, 2011
- Trigger S.A. and Schram P.P.J.M., Bose condensation: One-particle excitations, chemical potential and theorem for averages 1996. Physica B 228, 107; DOI: https://doi.org/10.1016/S0921-4526(96)00349-3
- Bobrov V. B., Yurin I.M. and Trigger S.A., Coexistence of «bogolons» and the single-particle excitation spectrum with a gap in the degenerate Bose gas, 2010. Physics Letters A 374, 1938;
- Bobrov V. B. and Trigger S.A. Impossibility of the existence of the universal density functional, 2011. Europhysics Letters (EPL) 94, 33001;
- Bobrov V.B.,Trigger S.A., Vlasov Yu.P. Density functional, density matrix functional, and the virial theorem, 2011. Phys. Rev. A 83, 034501;
- Pyshnov M.B., Reggirt S.A. (S.A. Trigger), Deterministic model of stady-state cell proliferation, 1977. J. Theor. Biology, 68, p. 247;
- Tigger S.A., Non-Planck equilibrium radiation in plasma model of early Universe, 2007. Physics Letters A 370, 365;
- Bobrov V.B. , Sokolov I.M., Trigger S.A. On the spectral distribution of the energy of equilibrium radiation in matter, 2015. JETP Letters V.101, № 5, 299; DOI: https://doi.org/10.1134/S0021364015050045
- Trigger, S. A., Ershkovich A.I., van Heijst G.J.F. and Schram P.P.J.M. Kinetic theory of Jeans instability, 2004. Phys. Rev. E 69, 066403 DOI: https://doi.org/10.1103/PhysRevE.69.066403
- Trigger, S. A., Gribov, I. A. 2015. Jeans instability and antiscreening in the system of matter — antimatter with antigravitation, J. Phys.: Conf. Series 653 012121.
- Trigger, S. A., Gribov, I. A., Rukhadze A.A., 2016. Vol. 43, No. 1, pp. 1. Cosmological Consequences of the Particle-Antiparticle Gravitational Repulsion Hypothesis: the Newtonian Model of the Universe, Bulletin of the Lebedev Physics Institute; DOI: https://doi.org/10.3103/S1068335616010012
- Gribov, I. A. and Trigger, S. A. 2016. The gravitationally neutral dark matter / dark antimatter Universe-crystal with decelerated and accelerated expansion epochs, J. Phys.: Conf. Series; V 774 012045; DOI:https://doi.org/10.10 88/1742-6596/774/1/012045
- Trigger,S.A., Initial stage of the COVID-19 infection process in human population, 2020. MedRxiv
- Trigger,S.A., COVID-19 Role of the asymptomatic cases 1, Research gate, May 2020
- Trigger, S.A., Czerniawski, E.B., Equation for epidemic spread with the quarantine measures: application to COVID-19, 2020. Physica Scripta, 95 p. 105001; DOI https://doi.org/10.1088/1402-4896/abb2e2
- Trigger, S.A., Czerniawski, E.B., Ignatov A.M., Model for epidemic transmission with quarantine measures: application to COVID-19. Research Gate (July 2020)